# Ole Martin Storlien
Ole Martin Storlien (* 30. Juni 1988) ist ein ehemaliger norwegischer Nordischer Kombinierer.

## Werdegang
Storlien gab sein internationales Debüt 2007 im B-Weltcup der Nordischen Kombination. Bei der Junioren-Weltmeisterschaft 2007 in Tarvisio gewann er mit dem Team die Bronzemedaille. Im Gundersen-Einzel erreichte er Platz 27. Auch bei der Junioren-Weltmeisterschaft 2008 im polnischen Zakopane gelang Storlien mit dem Team der Gewinn der Bronzemedaille. Im Sprint erreichte er den 7. Platz. Ab Februar 2009 startete Storlin im Continentalcup. Am 14. März 2009 gab er zum Saisonende in Vikersund sein Debüt im Weltcup der Nordischen Kombination. Dabei gelang ihm in beiden Wettbewerben eine Platzierung in den Punkterängen. Mit den gewonnenen Punkten beendete er die Saison 2008/09 auf dem 61. Platz der Weltcup-Gesamtwertung. Zur Saison 2009/10 gehörte er jedoch weiter fest zum Continentalcup-Kader, da ihm im Weltcup seit Vikersund kein Punktgewinn mehr gelang.
Am 25. Januar 2014 verpasste Storlien im Weltcup gemeinsam mit Jan Schmid, Thomas Kjelbotn und Truls Sønstehagen Johansen als Vierter knapp das Podest mit der Staffel. 2016 beendete er seine Karriere.

## Statistik

### Weltcup-Platzierungen
| Saison  | Platz | Punkte |
| ------- | ----- | ------ |
| 2008/09 | 61.   | 11     |
| 2012/13 | 53.   | 26     |
| 2013/14 | 58.   | 21     |